# Daniela Polzin
Daniela Duque Estrada Polzin (Río de Janeiro, 4 de marzo de 1979) es una deportista brasileña que compitió en judo. Ganó una medalla en los Juegos Panamericanos de 2007, y cinco medallas en el Campeonato Panamericano de Judo entre los años 1999 y 2008.

## Palmarés internacional
| Juegos Panamericanos    | Juegos Panamericanos          | Juegos Panamericanos | Juegos Panamericanos |
| Año                     | Lugar                         | Medalla              | Categoría            |
| ----------------------- | ----------------------------- | -------------------- | -------------------- |
| 2007                    | Río de Janeiro (Brasil)       | Medalla de plata     | –48 kg               |
| Campeonato Panamericano |                               |                      |                      |
| Año                     | Lugar                         | Medalla              | Categoría            |
| 1999                    | Montevideo (Uruguay)          | Medalla de oro       | –48 kg               |
| 2004                    | Isla de Margarita (Venezuela) | Medalla de plata     | –48 kg               |
| 2006                    | Buenos Aires (Argentina)      | Medalla de plata     | –48 kg               |
| 2007                    | Montreal (Canadá)             | Medalla de plata     | –48 kg               |
| 2008                    | Miami (Estados Unidos)        | Medalla de plata     | –48 kg               |